# Microrregión de Garanhuns
La Microrregión de Garanhuns está compuesta por diecinueve municipios, tiene más de 5% del área estatal (5183 km²). La economía se basa en la creación de ganado. La agricultura praticada es de subsistencia. El comercio en la región tiene sus mayores concentraciones en Garanhuns y Lajedo, Garanhuns que también es un polo  turístico importante de la región, debido al clima de temperaturas bajas, los municipios más importantes y poblados de la Microrregión de Garanhuns son: Garanhuns 124.996 hab, Lajedo 53.347 hab, Bom Conselho 43.397 hab, esa región es la más fráa del agreste pernambucano, siendo las ciudades más frías Garanhuns, Saloá, Jupi, Jucati y Lajedo. 

## Municipios
- Angelim
- Bom Conselho
- Brejão
- Caetés (Pernambuco)
- Calçado (Pernambuco)
- Canhotinho
- Correntes
- Garanhuns
- Iati
- Jucati
- Jupi
- Jurema (Pernambuco)
- Lagoa do Ouro
- Lajedo (Pernambuco)
- Palmeirina
- Paranatama
- Saloá
- São João
- Teresinha

## Comunicación
La región cuenta con emisoras de rádio de gran alcance, llevando las informaciones a otras regiones y a otros estados
- Rádio Marano FM 102,3 MHz (Garanhuns)

Cobertura (Agreste de Pernambuco, Sur de la Paraíba y Norte de Alagoas)
- Rádio Siete Colinas FM 100,5 MHz (Garanhuns)

Cobertura (Agreste de Pernambuco)
- Rádio Jornal del Comercio AM 1210 kHz (Garanhuns)

Cobertura (Agreste de Pernambuco)
- Rádio Asas FM 91,1(Lajedo)

Cobertura (Agreste de Pernambuco, Bosque Sur de Pernambuco y Norte de Alagoas)
- Datos: Q2194952